# LSG Sky Chefs

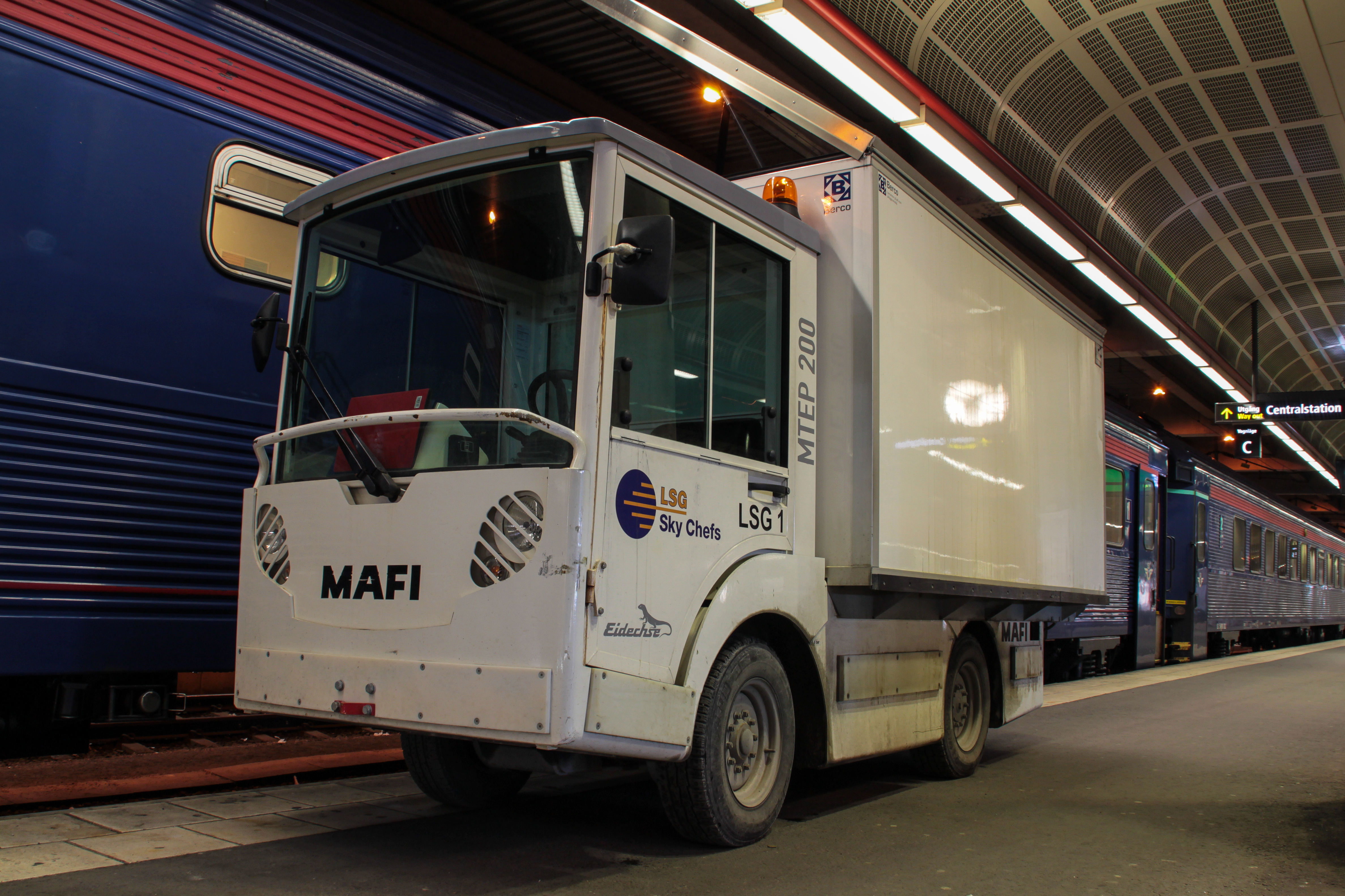
Mafi Mtep 200 på Stockholms centralstation i LSG Sky Chefs färger.

LSG Sky Chefs är världens största cateringföretag för flygplan, helägt av Lufthansa.